# Frances Schroth
Frances Cowells Schroth (Toledo, 11 aprile 1893 – Guadalajara, 6 ottobre 1961) è stata una nuotatrice statunitense.

## Palmarès

### Olimpiadi
- Oro a Anversa 1920 nella staffetta 4x100 metri stile libero.
- Bronzo a Anversa 1920 nei 100 metri stile libero.
- Bronzo a Anversa 1920 nei 300 metri stile libero.